# Кућа у којој је живела Милица Стојадиновић Српкиња у Врднику
Кућа у којој је живела Милица Стојадиновић Српкиња  се налази у главној улици у Врднику (9. војвођанске бригаде) број 76. Кућа је подигнута у 19. веку и има статус споменика културе од великог значаја.
Саграђена је као приземни објекат са подрумом, правоугаоне основе, постављен дужом страном на регулационој линији улице. Фасаде су једноставне, без украса, током времена мењане као и прозорски отвори. Значајна је због тога што је у њој већи део живота провела позната песникиња Милица Стојадиновић Српкиња (1836–1878), значајна личност српског књижевног романтизма, слављена као прва Српкиња која се посветила књижевности. Писала је песме, родољубиве и дидактичне, а посебно је значајан дневник који је водила у Врднику, под називом „У Фрушкој гори“, у којем је описивала значајније догађаје свога времена.